# Polygastrophora quinquebulba
Polygastrophora quinquebulba is een rondwormensoort uit de familie van de Enchelidiidae.